# 克雷格·格里斯佩
克雷格·格里斯佩（英語：Craig Gillespie，1967年9月1日—）是一名澳大利亚電影导演，以作品《伍德考克先生》（2007年）和《新天师斗僵尸》（2011年）聞名。

## 早年生活
格里斯佩於悉尼出生及成長，19岁时移居美國纽约市，在曼哈頓的視覺藝術學院学习插画、平面設計及广告设计。20多岁时，他首次對電影萌生興趣，當時格里斯佩的一位朋友成为电影导演，並鼓勵他做相同的事情。

## 事業
格里斯佩工作了15年，以廣告導演為業，常與電影攝影師亞當·金摩和羅德里哥·普里托一同工作。他經常變換廣告代理商，曾在5年內為6個機構工作。他於2001年及2002年入圍由美國導演工會獎所頒發的「最佳商業廣告導演獎」，並在2006年以他為Ameriquest Mortgage和Altoids公司所製作的廣告贏得該獎。格里斯佩還在2005年的坎城國際創意節上榮獲金獅獎，他的2件廣告作品屬於曼哈頓中城現代藝術博物館的永久收藏品。
他執導的首部劇情長片為2007年的《伍德考克先生》。然而，他在進行幾次試映會後退出劇組，許多場景重寫並重拍，大衛·多布金取代了格里斯佩的導演職位。格里斯佩最初收到該劇本時，便認為觀眾對他在廣告中使用的黑色幽默會有很好的反響，但據他表示，「很明顯，觀眾希望一部更廣泛的喜劇片，而不是我拍的這一部。我很感謝新線影業的接手，所以我讓出職位。」《伍德考克先生》的主要攝影結束不到1個月，格里斯佩便開始了《充氣娃娃之戀》的前期作業。此前他已持有劇本4年，但沒有任何劇組成員或工作室加盟。在加盟《伍德考克先生》之前，格里斯佩就讀過了該劇本，《充氣娃娃之戀》的題材——一名愛上性愛娃娃的男人——讓他敬而遠之，認為這個前提是「荒謬的概念」。他於是推辭掉了許多大型工作室，選擇優先執導《伍德考克先生》。
格里斯佩執導了史蒂芬·史匹柏與迪亞布羅·科蒂的電視劇《倒錯人生》的第1季中的幾集（包含試播集）。2008年，他有意執導電影《藥命俱樂部》，並找上《充氣娃娃之戀》的主演雷恩·葛斯林。該片講述羅恩·伍德羅夫的真實故事，一名電工被診斷出患有愛滋病，僅剩下6個月的壽命，但他使用了走私給其他愛滋病患者的各種藥品，多活6年以上才離世。然而，該片的導演最後由尚-馬克·瓦利擔任，而馬修·麥康納則取代葛斯林飾演羅恩·伍德羅夫。
他與山姆·沃辛頓榮獲2009年澳大利亞電影突破獎。
2010年3月，格里斯佩宣布，他將執導《吸血鬼住在隔壁》（1985年）的重拍電影《吸血鬼就在隔壁》，由柯林·法洛、安東·葉爾欽及東妮·克莉蒂主演。2011年，他執導了基德·酷迪單曲《No One Believes Me》的音樂錄影帶。2011年4月18日，格里斯佩簽約執導擔任小說《傲慢與偏見與殭屍》的同名改編電影，後於10月底退出，由伯爾·史緹爾接手。
2014年4月，宣布格里斯佩將執導電影《絕命救援》，該片講述海岸防衛隊的人員於1952年試圖救援2艘油輪的船員，克里斯·潘恩、凱西·艾佛列克、喬許·史都華、葛拉罕·麥克塔維什及凱爾·加納擔任主演，華特迪士尼影業製片。電影於2014年9月開拍，2016年1月上映。
格里斯佩的下一部導演作品為一部圍繞著坦雅·哈定的傳記電影《老娘叫譚雅》，該片由瑪格·羅比及賽巴斯汀·斯坦主演，於2017年12月8日由米拉麥克斯影業在美國院線發行。
2018年12月，據報導，格里斯佩取代因故退出的亞歷克斯·蒂姆斯，將擔任迪士尼真人電影《時尚惡女：庫伊拉》的導演。該片將於2021年上映。

## 個人生活
格里斯佩表示自己是一名無神論者。

## 電影作品
- 《伍德考克先生》（2007年）
- 《充氣娃娃之戀》（2007年）
- 《新天师斗僵尸》（2011年）
- 《百萬金臂》（2014年）
- 《絕命救援》（2016年）
- 《老娘叫譚雅》（2017年）
- 《時尚惡女：庫伊拉》（2021年）
- 《笨錢效應》（2023年）
- 《超少女：明日之女》（2026年）